# Livø
Livø er en ca. 320 hektar stor ø i Livø Bredning i Limfjorden. Fra Livø er der ca. 20 minutters sejlads med færgen til havnen i Rønbjerg Huse vest for Ranum. Øen havde i 2014 ca 10 helårsbeboere.
I dag ejes Livø af af det danske folk og Naturstyrelsen forvalter øen for Staten. Livø huser et succesfuldt forsøg med omdrejningspunkt i økologisk landbrug , naturpleje , rekreative aktiviteter med et undervisnings- fritidsformål.
Siden 1976 har oplysningsforbundet SFOF hvert år afholdt Livøferie. Tre ugers sommerhøjskole med politisk, kulturelt, læringsmæssigt og socialt fokus for folk i alle aldre fra hele landet.
Øen er kendt for den årlige Nordic folk festival i start weekenden på industriferien og festivalenLivø Jazz først i August.
Byen består i dag stort set af een gade med forsamlingshus ,købmand med spisested og reception for feriecenteret i de flotte gamle institutionsbygninger. Der er også et ganske lille elværk fra 1950 og Avlsgården ligger i den anden ende af gaden.
På Livø kan man også få øens egen øl, som hedder Livøl; den kan fås hos købmanden.
Der er kursus, fest,familie og lejrskoleophold med op til 265 sengepladser fordelt på 10 dobb værelser, 3 nye lejligheder og 5 vandrehjemsbygninger med ca 50 værelser.
2 udstillinger om Livø gennem historien og specielt Keller-perioden kan ses i et sødt lille mini museum i den gamle havebygning ved Avlsgården og et udstillingslokale ved gårdspladsen i Avlsgården.

## En fredet ø
Livø blev i 1977 en fredet ø, da i alt 320 hektar blev fredet. Den kan besøges med færge hver dag i perioden mellem april og oktober. Hunde og motorkøretøjer må ikke medbringes til Livø. Man må godt have cykel med, men det er der ikke grund til, for man kan snildt gå øen rundt på en eftermiddag – det bliver en tur på ca. 10 kilometer. Når man går i land på Livø, møder man utrolig smuk natur, bl.a. på den centrale, højtliggende del af øen ved Louisehøj og Louisedal, hvor bakketoppen rager 43 meter op over havet. Øen er en moræneø skubbet op af isen fra Løgstør Bredning i sidste istid. I klinterne ud mod havet på den nordvestlige del af øen kan man studere de forskellige lag af materiale, der er skubbet ind over hinanden. Iblandt materialet findes moler og plastisk ler, der giver udskridninger i skrænterne. Den østlige og sydlige del af øen er lavland med en bred strandvold, der fortsætter sydover og ender i den fredede Livø tap. På dette nyere land lever flokke af dådyr. Der har levet vildt på Livø i generationer. Livø tap vokser stærkt, og den er en karakteristisk og noget utilgængelig retodde. Området er udlagt som sælreservat og her trives sælerne, der yngler i juli-august. Der er adgangsforbud hele året i sælreservatet. 
Stort set al skov på Livø er omfattet af Miljøministeriets Naturskovsstrategi. En del skal drives som plukhugst, mens andre områder, blandt andet er et stort kratområde på øens nordkyst, i alt 67 hektar, udlagt som urørt skov og anden biodiversitetsskov. Nåleskov skal afløses af løvskov, primært egeskov. Øen er sammen med Løgstør Bredning en del af Natura 2000-område nr. 16 Løgstør Bredning, Vejlerne og Bulbjerg og er både EF-fuglebeskyttelsesområde og Ramsarområde. Den nordlige del af øen er bevokset med skov, hovedsageligt med blandet skov domineret af eg. Nordligst findes hedebevoksning. Arealerne fordeles med 1/3 økologisk landbrug, 1/3 skov og 1/3 hede, overdrev og strandenge.

## Øens historie
Øen har været beboet siden stenalderen. I en lang periode efter 1157 tilhørte den Vitskøl Kloster:336. Kapellet blev opført i begyndelsen af 1700-tallet. I 1600-1700-tallet var der to gårde på Livø, der blev drevet af fæstebønder.
I begyndelsen af 1700-tallet skænkede Frederik 4. og dronning Louise et lille kapel til øens beboere. Det var kun 3 meter bredt, men angiveligt overdådigt udsmykket. Det er desværre siden gået tabt.
I 1850 solgte staten øen ved offentlig auktion til Mads Teilbjerg, som erhverver øen med bevilling til værtshushold:344.
De Kellerske Anstalter overtog i 1911 øen:352, hvorefter den de næste 50 år blev benyttet som fangeø og befolket af udviklingshæmmede og kriminelle mænd, samt ansatte ved anstalten og deres familier. Den oprindelige lokalbefolkning var beskæftiget ved landbruget, værkstederne, skoven og mejeriet. Birgit Kirkebæk har forsket i og skrevet bøger om de åndssvages vilkår på Livø. I 1971 var øen en kort overgang besat af en række kunstnere, bl.a. Bjørn Nørgaard og Per Kirkeby. Deres forsøg på at drive landbrug mislykkedes på grund af manglende kyndighed, og besættelsen ophørte ved politiets indgriben.
Tirsdag 29. april 1975 kom 204 flygtningebørn fra Vietnam, ledet af journalisten Henning Becker, til Livø. Anstaltens bygninger stod tomme og egnede sig til at indkvartere de vietnamesiske flygtningebørn. Børnene var isoleret på øen i 9 måneder, medens politikere, presse og den danske befolkning forsøgte at tage stilling til, hvad man skulle gøre med dem. Kort tid efter opholdet på øen fik de permanent opholdstilladelse i Danmark.
- Købmanden
- Livø Avlsgård